# 統帥綱領
『統帥綱領』は、日本軍の指揮官や参謀が、戦略・作戦を立案する際、基本となる考えを記した文書である。1928年（昭和3年）に編さんされた。『統帥綱領』は高級指揮官のみが閲覧できた。
主として高級指揮官に対し、方面軍及び軍統帥に関する要綱を示し、大兵団を適切に運用させるための教令であった。
統帥綱領は参謀総長の作戦訓令として出されたもので、本来の主旨は各軍司令部以上の作戦課に勤務する参謀が年度毎の作戦計画案を作成するための手引き書、参考書に類するものであった。
『統帥参考』は、この統帥綱領の解説書としてつくられた。陸大学生が対象で、1932年（昭和7年）に編集された。

## 評価

### 橋爪大三郎
橋爪大三郎は、本書について、戦略論としては平凡で、かつ、第一次世界大戦後の新しい戦略理論を取り入れていないと評する。また、物量の劣勢を指揮官の統帥と精神力で補うとしており、非合理で精神主義的と指摘する。
橋爪によると、このギャップを埋める唯一の手段が毒ガスの使用である。

### 司馬遼太郎
『統帥参考』は、統帥権の説明として、「統帥権の本質は力にして其作用は超法的なり」（統帥権独立の必要）、「統帥権の行使及其結果に関しては議会に於て責任を負はす議会は軍の統帥指揮並之か結果に関し質問を提起し弁明を求め又は之を批評し論難するの権利を有せす」（統帥権と議会との関係）と記述している（原文はカタカナ）。
司馬遼太郎は、著書『この国のかたち』で、この箇所について「いわば、無法の宣言である」と指摘した。

## 経緯
日露戦争の結果は日本陸軍の祖であるドイツにも大きな影響を与え、その教訓を自国に生かそうと力を入れた結果、大軍の統帥を軍幕僚以上が学ぶための参考書として『大軍師兵の必携書』を作成した。
ドイツに学ぶ日本陸軍はこれを逆輸入し、1914年（大正3年）に作成されたのが『統帥綱領』である。
その後、1918年（大正7年）に第一次改訂、1928年（昭和3年）に第二次改訂が行われており、現存するのはこの第二次改訂のものである。
この第二次改訂に当たっては1923年（大正12年）には起草されていたが、容易に成案とならず、時の参謀本部第一部長・荒木貞夫の下で小畑敏四郎や鈴木率道により完成したのはその5年後であった。
以降長らく改訂されることはなかったものの、作成当時から大幅に変わった国際情勢や戦術の変化を受け、1941年（昭和16年）には改訂準備が行われていたが、終戦には間に合わなかった。

### 敗戦時・戦後
『統帥綱領』は軍事機密であったことから、終戦時、全て焼却処分され、原本は残っていない。1962年（昭和37年）、旧陸軍将校の有志が、記憶に基づき復元した。有志の中に『統帥綱領』の起草に関わった者がおり、完全に復元できたとされる。『統帥参考』は原本が残っている。

## 『統帥参考』
参謀将校の養成機関である陸軍大学校では当然本書に基づく教育がなされたものの、機密扱いにしたことで、そのまま教示できなかった。
そのため、当時の陸大兵学教官であった村上啓作らにより、統帥綱領にある教義の原理原則を戦史・戦例を加えてわかりやすく編集した参考書が『統帥参考』であり、陸軍大学校学生及びその他参謀の教育研修用に配布された。